# Graafschap Saarwerden

Graafschap Saarwerden

Het graafschap Saarwerden was een tot de Boven-Rijnse Kreits behorend graafschap binnen het Heilige Roomse Rijk.
Saarwerden of Sarrewerden is nu een gemeente in de Elzas. De stad Neu-Saarwerden maakt tegenwoordig deel uit van de dubbelstad Sarre-Union.

## Saarwerden onder de huizen Saarwerden en Meurs
In 1131 worden de graven van Saarwerden voor het eerst vermeld. Zij stammen af van de graven van Metz-Lunéville. In 1397 sterft het gravenhuis uit met graaf Hendrik. Van 1397 tot 1408 wordt het graafschap bestuurd door de broer van de laatste graaf, Frederik die keurvorst van Keulen is.
Ten gevolge van het huwelijk van de dochter van Hendrik, Walburga met Frederik III van Meurs komt het aan het huis Meurs. Het wordt echter niet verenigd met Meurs, maar komt aan de zijtak Meurs-Saarwerden.
Ten gevolge van het huwelijk van graaf Jan I met Adelheid van Geroldseck worden in 1426 de heerlijkheden Lahr en Mahlberg in Baden verworven. Graaf Jan II verkoopt in 1497 de helft van Lahr en Mahlberg aan het markgraafschap Baden. In 1527 sterft het huis Meurs-Saarwerden uit.

## Saarwerden onder het huis Nassau
Ten gevolge van het huwelijk van Katharina (de dochter van Jan II) met Johan Lodewijk van Nassau-Saarbrücken komt het graafschap in het bezit van de Walramse tak van het huis Nassau. De eerste helft in 1507, de tweede helft in 1527.
Omdat het prinsbisdom Metz als leenheer ook aanspraak maakt op het graafschap wordt Saarwerden aanvankelijk gemeenschappelijk door Metz en Nassau bestuurd.
Het proces voor het Rijkskamergerecht eindigt met een overwinning voor Nassau. Het bisdom Metz krijgt alleen de dorpen Altsaarwerden en Bockenheim.
Bij de deling van de Walramse landen in 1629 blijft het graafschap gemeenschappelijk bezit vanwege de nog lopende rechtsstrijd. Het graafschap wordt in 1745 formeel gedeeld, waarbij Nassau-Saarbrücken 2/3 krijgt (ambt Harskirchen) en Nassau-Weilburg 1/3 deel (ambt Neusaarwerden).
In 1797/1801 wordt het graafschap ingelijfd bij Franse Republiek. In de Reichsdeputationshauptschluss van 25 februari 1803 van het Duitse Rijk wordt Nassau schadeloos gesteld voor het verlies. Het Congres van Wenen laat het voormalige graafschap in 1815 bij Frankrijk.

## Regenten huis Moers-Saarwerden
| regering  | naam        | geboren   | overleden | familie |
| --------- | ----------- | --------- | --------- | ------- |
| 1418-1431 | Jan I       | voor 1418 | 2-7-1431  |         |
| 1431-1470 | Jakob I     | voor 1447 | 1470/82   | zoon    |
| 1463-1491 | Nicolaas    | voor 1463 | 1485/91   | zoon    |
| 1491-1507 | Jan II      |           | 14-3-1507 | broer   |
| 1507-1527 | Johan Jakob |           | -5-1527   | ??      |